# Lagonosticta virata
L'amaranto dorso grigio (Lagonosticta virata Bates, 1932) è un uccello passeriforme della famiglia degli Estrildidi.

## Descrizione

### Dimensioni
Misura fino a 10–11 cm di lunghezza.

### Aspetto
Il maschio presenta fronte, faccia, gola, petto, ventre e codione di colore rosso scarlatto, mentre vertice, nuca, dorso e ali sono grigio-bruni: ai lati del petto e sui fianchi è presente una rada punteggiatura biancastra, mentre sottocoda e coda sono neri. Gli occhi sono di colore bruno-rossiccio, le zampe sono di colore carnicino-grigiastro, il becco (più lungo rispetto alle altre specie di amaranto) è di colore nero-bluastro.

In questa specie il dimorfismo sessuale non è così evidente come in altre specie di amaranto: tuttavia, le femmine tendono a presentare estensione minore della colorazione rossa ventrale.

## Biologia
Si tratta di uccelli diurni, che vivono in coppie o al più in piccoli gruppi familiari, che contano meno di 10 individui: essi passano la maggior parte del tempo al suolo o nei pressi di esso, alla ricerca di cibo.

### Alimentazione
L'amaranto dorso grigio è un uccello essenzialmente granivoro, la cui dieta è composta in massima parte da piccoli semi, pur comprendendo anche bacche, frutta, germogli e piccoli invertebrati (soprattutto insetti di piccole dimensioni).

### Riproduzione
La stagione riproduttiva va in genere da luglio a dicembre. Il maschio corteggia la femmina saltellandole attorno, tenendo nel becco un filo d'erba, annuendo e cantando, fin quando essa acconsente all'accoppiamento accovacciandosi e spostando lateralmente la coda.
Il nido ha una forma globosa, viene costruito nel folto dell'erba o dei cespugli da ambedue i partner, intrecciando fili d'erba e fibre vegetali: al suo interno la femmina depone 3-4 uova biancastre, che essa provvede a covare alternandosi col maschio per circa due settimane. I nidiacei, ciechi ed implumi alla schiusa, vengono accuditi da entrambi i genitori e sono in grado d'involarsi attorno alle tre settimane dalla schiusa, sebbene difficilmente si allontanino definitivamente dal nido prima del mese e mezzo di vita.
L'amaranto dorso grigio subisce parassitismo di cova da parte della vedova faccianera.

## Distribuzione e habitat
L'areale di questa specie è rappresentato da un'area piuttosto circoscritta che comprende Senegal sud-orientale, Mali sud-occidentale e Guinea settentrionale: l'amaranto dorso grigio appare più comune nei pressi del fiume Niger.
Il suo habitat è costituito dalle aree collinari rocciose, con presenza di una copertura erbosa ed aree cespugliose o alberate.